# My Life (сингл 50 Cent)
«My Life» — сингл репера 50 Cent з його шостого студійного альбому Street King Immortal. Прем'єра пісні відбулась на американській радіостанції Hot 97. «Synthetic Substitution» Мелвіна Бліса використано як семпл.
У «My Life» репери читають про тиск слави, на відміну від попередніх спільних треків, котрі здебільшого зосереджені на грізній грі слів. 50 Cent згадує свій стрімкий злет у 2003, колишніх артистів G-Unit Records The Game та Young Buck, які, на його думку, стали успішними, завдяки його внеску. В інтерв'ю американській радіостанції Power 106 Game сказав, що він, можливо зробить продовження «300 Bars and Runnin», щоб нарешті «поховати» 50 Cent та G-Unit. Фіфті пізніше повідомив, що пісню записано два роки тому й він більше не відчуває ворожості до Ґейма.
Виконавець назвав «My Life» своїм «камбек-хітом». Eminem читає про свою відданість роботі, помсту й ставить під питання необхідність запису Recovery.

## Передісторія
30 вересня 2012 під час інтерв'ю ведучому Крісу Бірксу на Channel 4 FM виконавець анонсував вихід синглу, тоді ще без підтвердженої назви. 50 Cent заявив, що він хоче перевершити свій найуспішніший сингл «In da Club» перед тим, як піти з музики. Репер також говорив про свій виступ на фестивалі «Atelier» у Дубаї, де він мав намір виконати треки з останніх проектів (The Big 10 [2011], The Lost Tape та 5 (Murder by Numbers) [2012]).
Під час інтерв'ю у Франції репер повідомив назву окремку й сказав, що біт «My Life» призначався для довгоочікуваного альбому Доктора Дре Detox. Це є третьою композицією зі Street King Immortal з тих, що могли увійти до Detox (інші дві: «New Day» і «The Psycho»).

## Відеокліп
Відео з участю 50 Cent, Емінема та Адама Левіна, фронтмена Maroon 5, зняли у Детройті, район Корктаун. Режисер: Річ Лі, який раніше працював над кліпами «Not Afraid» Емінема та «Lighters» Bad Meets Evil. Камео: боксер Андре Діррелл. 26 листопада 2012 оприлюднили офіційний трейлер. Прем'єра відео відбулась 27 листопада на MTV, того ж дня воно з'явилося на VEVO-каналі репера на YouTube.
В інтерв'ю MTV News 50 Cent і Eminem охарактеризували кліп як прекрасну ілюстрацію того, з якими труднощами вони стикаються щодня.
| Ліві лапки | Відео дещо абстрактне; своєрідна метафора параної, відчуття, наче нас переслідують. Так чи інакше саме так ми себе відчуваємо. Наш біг з усіх сил — своєрідна метафора. Від особистого життя та слави, всього, що відбувається з грою. | Праві лапки |

### Сюжет
На початку відео показано як гелікоптер освітлює будівлю, всередині котрої 50 Cent і Адам Левін. Під час першого приспіву лідер Maroon 5 сидить за стіною, яку освітлює літальний апарат. Під час свого першого куплету 50 Cent проходить приміщенням і зустрічає там боксера Андре Діррелла. Вони сідають у Chrysler 300 John Varvatos Special Edition. Під час другого приспіву Адам крокує будівлею. Емінем прогулюється темною дорогою, згодом тікає від гелікоптера й виконує у парку свою частину під його прожектором, як і Адам. 50 Cent з'являється на моніторі лептопу Razer, що використовується для встановлення його місця перебування. Під час третього куплету, Фіфті, керуючи автівкою з Дірреллом на пасажирському сидінні, читає реп, намагаючись уникнути переслідування. Наприкінці відео усі троє артистів припиняють втечу.

## Живі виступи
50 Cent уперше виконав композицію наживо 26 листопада 2012 на американському талант-шоу «The Voice» (разом з Адамом), удруге — 8 грудня 2012 під час виходу боксера Ґамбоа на ринг.

## Список пісень
Цифровий сингл
| #  | Назва                                      | Автор                                                                | Продюсер     | Тривалість |
| -- | ------------------------------------------ | -------------------------------------------------------------------- | ------------ | ---------- |
| 1. | «My Life» (з участю Eminem та Adam Levine) | Кертіс Джексон, Маршалл Метерс, Адам Левін, Ларрі Ґріффін, Герб Руні | Symbolyc One | 3:59       |

CD-сингл
| #  | Назва                                                       | Автор                                                                | Продюсер     | Тривалість |
| -- | ----------------------------------------------------------- | -------------------------------------------------------------------- | ------------ | ---------- |
| 1. | «My Life» (album version) (з участю Eminem та Adam Levine)  | Кертіс Джексон, Маршалл Метерс, Адам Левін, Ларрі Ґріффін, Герб Руні | Symbolyc One | 3:59       |
| 2. | «My Life» (edited version) (з участю Eminem та Adam Levine) | Кертіс Джексон, Маршалл Метерс, Адам Левін, Ларрі Ґріффін, Герб Руні | Symbolyc One | 3:59       |

## Чартові позиції
Окремок дебютував на 27-ій сходинці чарту Hot 100 у тиждень 6 грудня 2012 з результатом у 140 тис. проданих копій та 5-ій позиції Rap Songs. Сингл також посів 2-ге місце UK Singles Chart після виходу у січні.
| Чарт (2012–2013)                          | Найвища позиція |
| ----------------------------------------- | --------------- |
| Австралія (ARIA)                          | 28              |
| Австрія (Ö3 Austria Top 75)               | 55              |
| Валлонія (Ultratip)                       | 2               |
| Велика Британія (UK R&B Chart)            | 2               |
| Велика Британія (Official Charts Company) | 2               |
| Ірландія (IRMA)                           | 6               |
| Канада (Canadian Hot 100)                 | 14              |
| Ліван (The Official Lebanese Top 20)      | 8               |
| Нідерланди (Mega Single Top 100)          | 89              |
| Німеччина (Media Control AG)              | 52              |
| Нова Зеландія (RIANZ)                     | 33              |
| Південна Корея (GAON)                     | 4               |
| США (Billboard Hot 100)                   | 27              |
| US Hot R&B/Hip-Hop Songs                  | 6               |
| US Pop Songs (Billboard)                  | 39              |
| Фландрія (Ultratip)                       | 3               |
| Франція (SNEP)                            | 51              |
| Швейцарія (Media Control AG)              | 36              |
| Шотландія (Official Charts Company)       | 2               |

## Сертифікації
| Країна    | Організація | Сертифікація | Наклад  |
| --------- | ----------- | ------------ | ------- |
| Австралія | ARIA        | Платиновий   | 70 тис. |

## Історія виходу та появи на радіо
| Країна          | Дата              | Формат                          | Лейбл                        |
| --------------- | ----------------- | ------------------------------- | ---------------------------- |
| США             | 26 листопада 2012 | Завантаження музики             | Shady, Aftermath, Interscope |
| Іспанія         | 27 листопада 2012 | Завантаження музики             | Shady, Aftermath, Interscope |
| Італія          | 27 листопада 2012 | Завантаження музики             | Shady, Aftermath, Interscope |
| Німеччина       | 27 листопада 2012 | Завантаження музики             | Shady, Aftermath, Interscope |
| Франція         | 27 листопада 2012 | Завантаження музики             | Shady, Aftermath, Interscope |
| Велика Британія | 13 січня 2013     | Завантаження музики             | Shady, Aftermath, Interscope |
| США             | 4 грудня 2012     | Сучасна ритмічна музика (радіо) | Shady, Aftermath, Interscope |
| США             | 11 грудня 2012    | Сучасне хітове радіо            | Shady, Aftermath, Interscope |